# Leth Beton
Leth Beton A/S er en dansk producent af byggeelementer i beton og træ, som er lokaliseret i Bedsted i Thy. Virksomhedens produktsortiment inkluderer betonvægge, trapper & altaner og træelementer. Leth Beton blev etableret af Ole Leth i 1993 og ejes i dag af familien Leth. Virksomheden havde 222 ansatte i 2023.